# Liste der Gewässer im Flusssystem der Speltach
Diese Liste der Gewässer im Flusssystem der Speltach umfasst die direkten und indirekten Zuflüsse der Speltach, eines auf ihrem Namenslauf etwa 7 km, zusammen mit ihrem längeren Oberlauf etwas über 11 km langen kleinen Flusses im baden-württembergischen Landkreis Schwäbisch Hall, der in die Jagst mündet. Die Speltach hat ein etwas über 37 km² großes Einzugsgebiet, das gesamthaft im Naturraum Burgberg-Vorhöhen und Speltachbucht liegt und den größeren Teil von diesem umfasst. Abgesehen von kurzen Anfangsstücken, an denen auch andere Nachbarkommunen Anteil haben, liegen die Oberläufe im Gebiet der Gemeinde Frankenhardt, ebenso der größere Teil des Flusslaufes selbst, der Unterlauf mit der Mündung bei Jagstheim dagegen im Stadtgebiet von Crailsheim.

## Direkte Zuflüsse
Tabelle der direkten Zuflüsse und der  Speltach selbst. Mit Namen, Fließgewässerkennzahl (GKZ), Mündungsseite, Stationierung der Zuflussmündung (von der Mündung der Speltach selbst aufwärts gezählt), Länge und Einzugsgebiet (EZG) nach den Daten der amtlichen Gewässerkarte. Orte und Höhen nach der amtlichen topographischen Karte. Aufgeführt sind hier nur die Gewässerläufe, für die auf Karten ein Name zu erheben war. Daneben gibt es noch einige kurze Gräben mit nur zeitweiligem Durchfluss, die überwiegend am Unterlauf deren Aue zur Speltach entwässern.
Nachweise im folgenden Abschnitt → Hierarchisches Zuflusssystem oder in den Einzelartikeln. Die den → Einzelnachweisen ganz unten vorgestellte Onlinekarte (mit topographischem Hintergrundlayer und Gewässerlayern) zeigt ein Gesamtbild des Einzugsgebietes.
| Name              | GKZ       | Seite      | Stat. m | Länge km | EZG km²  | Mündung Ort                    | m ü. NHN | Ursprung Ort                    | m ü. NHN |
| ----------------- | --------- | ---------- | ------- | -------- | -------- | ------------------------------ | -------- | ------------------------------- | -------- |
| Buchbach          | 238816-00 | rechter OL | 6.948   | ca. 4,3  | ca. 06,7 | b. Oberspeltach                | 422,0    | ⊙ b. Steinehaig                 | 473,0    |
| Lanzenbach        | 238816-20 | linker OL  | 6.948   | ca. 4,4  | ca. 06,7 | b. Oberspeltach                | 422,0    | ⊙ Strüt b. Lorenzenzimmern      | 457,0    |
| Gronbach          | 238816-32 | links      | 6.219   | ca. 1,0  | ca. 00,5 | ⊙ n. Oberspeltach              | 419,2    | ⊙ Hörle b. Oberspeltach         | 453,0    |
| Breitbach         | 238816-34 | links      | 6.057   | ca. 1,0  | ca. 00,2 | ⊙ Breite n. Oberspeltach       | 419,0    | ⊙ Hörle b. Oberspeltach         | 456,0    |
| Kirchbergbach     | 238816-36 | rechts     | 6.035   | ca. 0,9  | ca. 00,3 | ⊙ Ob. Speltachwiesen           | 418,0    | ⊙ Kirchberg b. Banzenweiler     | 442,0    |
| Betzenbach        | 238816-40 | rechts     | 5.385   | ca. 4,5  | ca. 05,2 | ⊙ ggü. Fichtenhaus             | 417,0    | ⊙ b. Spaichbühl                 | 467,0    |
| Hörlesbach        | 238816-52 | links      | 4.874   | ca. 2,2  | ca. 01,5 | ⊙ n. Fichtenhaus               | 416,0    | ⊙ Hörle b. Fichtenhaus          | 448,3    |
| Stettbach         | 238816-60 | rechts     | 4.392   | ca. 4,9  | ca. 08,4 | ⊙ v. Unterspeltach             | 416,0    | ⊙ Mörder b. Birkhof             | 474,0    |
| Schmindbach       | 238816-92 | rechts     | 3.527   | ca. 0,8  | ca. 00,8 | ⊙ b. Unterspeltach             | 413,0    | ⊙ Schmindhalde b. Unterspeltach | 430,0    |
| Hofbach           | 238816-94 | rechts     | 3.022   | ca. 0,8  | ca. 00,2 | ⊙ n. Unterspeltach             | 412,0    | ⊙ Schwabenberg b. Unterspeltach | 463,0    |
| Scheidklingenbach | 238816-96 | links      | 2.442   | ca. 1,5  | ca. 01,1 | ⊙ Niederhofen b. Unterspeltach | 411,0    | ⊙ Scheidklinge b. Unterspeltach | 433,0    |
| Speltach          | 238816-99 | n. a.      | 0.000   | ca. 6,9  | ca. 37,4 | ⊙ b. Jagstheim                 | 403,9    | ⊙ b. Oberspeltach               | 422,0    |

1. ↑  Betzenbach mitsamt dominantem Oberlauf Taubbach und dessen Ursprung.
2. ↑  Speltach mit Länge ohne Oberlauf.

## Hierarchisches Zuflusssystem
Hierarchische Liste der Zuflüsse und  Seen von der Quelle zur Mündung. Gewässerlänge, Seefläche, Einzugsgebiet und Höhe nach den entsprechenden Layern auf der Onlinekarte der LUBW. Andere Quellen für die Angaben sind vermerkt.
Ursprung der Speltach durch den Zusammenfluss von Buchbach und Lanzenbach auf etwa 422 m ü. NHN am Südrand von Frankenhardt-Oberspeltach.
- Buchbach, rechter und westlicher Oberlauf, 4,3 km und 6,7 km².[LUBW 5] Entsteht auf etwa 473 m ü. NHN ca. 0,7 km nordwestlich von Frankenhardt-Steinehaig am Nordosthang des Hackenbergs.
  - Schwarzbach, von rechts und Westsüdwesten auf etwa 460 m ü. NHN nordnordöstlich von Steinehaig in der Flurbucht Schwarzsee im Wald, 0,5 km und ca. 0,2 km². Entsteht auf etwa 467 m ü. NHN nordwestlich von Steinehaig.
    - (Zufluss), von rechts und Südwesten auf etwa 462 m ü. NHN nördlich von Steinehaig, über 0,2 km[LUBW 6] und ca. 0,1 km². Entsteht auf etwa 467 m ü. NHN am alten Steinehaiger Freibad.

  -  Passiert auf etwa 436 m ü. NHN etwa hundert Meter vor dem folgenden zwei Kleinteiche am rechten Ufer.
  - Seelesbach, von rechts und Südwesten auf etwa 434 m ü. NHN vor der Brücke der Straße von Frankenhardt-Waldbuch nach Frankenhardt-Bonolzhof, ca. 2,3 km[LUBW 7] und ca. 1,6 km². Entsteht auf etwa 472 m ü. NHN etwas südlich der L 1064 Vellberg–Frankenhardt-Spaichbühl.
Der Buchbach-Oberlauf bis zu diesem Zufluss ist fast genauso lang, hat aber ein nur ca. 1,0 km² großes Einzugsgebiet.
    - (Straßengraben), von links und Westsüdwesten auf etwa 439 m ü. NHN wenig westlich eines Holzbetriebs am Südrand von Waldbuch, 0,8 km[LUBW 6] und ca. unter 0,3 km². Entsteht auf etwa 55 m ü. NHN und folgt auf ganzer Länge der K 2666 Steinehaig–Waldbuch. Nur intermittierend Durchfluss, ausgeprägte Talmulde erst auf der zweiten Laufhälfte.

  - Seebach, von links und zuletzt Westen auf etwa 431 m ü. NHN ca. 0,2 km nordöstlich von Bonolzhof, 2,1 km und ca. 2,3 km². Entsteht auf etwa 455 m ü. NHN im Burgbergwald ca. 150 Meter nördlich der Straßentrasse zum ehemaligen Militärdepot im Heiligenholz und fließt zunächst südöstlich.
    - (Zufluss), von rechts und Westsüdwesten auf etwa 442,3 m ü. NHN[LUBW 8] am Mittellauf am Rande einer den Seebach begleitenden Wiesenaue, ca. 1,1 km[LUBW 6] und ca. 0,7 km². Entsteht auf etwa 459 m ü. NHN als oft trockener Graben in der größeren und südlicheren Waldlichtung nördlich der Lichten Eichen.
      -  Durchfließt auf etwa 447 m ü. NHN einen hinter einem Waldwegdamm aufgestauten Teich nach starken Waldmäandern am Mittellauf, über 0,2 ha.
      - (Anderer Oberlauf), von links und Westen auf etwa 445 m ü. NHN in der beginnenden Unterlauf-Wiesenaue, bis ca. 0,6 km[LUBW 6] und ca. 0,3 km². Meist nur auf der unteren Laufhälfte Durchfluss.
        -  Entfließt selten auf etwa 457 m ü. NHN zwei röhrichtumstandenen Waldteichen am Ostrand der kleineren Waldlichtung im Forst, zusammen mit Uferröhrichtgürtel unter 0,5 ha.[LUBW 9]

  - Birkbach, von rechts und Südwesten auf etwa 423 m ü. NHN gegenüber der Siedlung um den Ahornweg in Frankenhardt-Oberspeltach, 1,3 km[LUBW 7] und ca. 0,5 km². Entsteht auf etwa 448 m ü. NHN an der Straße Waldbuch–Banzenweiler gegenüber einem Aussiedlerhof südöstlich von Waldbuch.

- Lanzenbach, linker und nordwestlicher Oberlauf, ca. 4,5 km[LUBW 7] und 6,7 km².[LUBW 5] Entsteht auf etwa 457 m ü. NHN ca. 1,5 km südlich von Vellberg-Lorenzenzimmern am westlichen Waldrand eines Flurschlauchs auf dem Strüt
  - (Waldrinnsal), von links und Norden auf etwa 445 m ü. NHN gegenüber dem Vierzehnerholz aus dem Pfaffenschab, wenigstens 0,5 km[LUBW 6] und ca. 0,3 km². Entfließt auf etwa 458 m ü. NHN einer Felddränage am Nordrand des Waldes zum Fluranteil des Pfaffenschabs. Der hier schon etwa 0,7 km[LUBW 6] lange Hauptlauf hat bis hierher schon ein Teileinzugsgebiet von etwa 0,8 km².
  - (Rinnsal), von rechts und Südwesten  auf etwa 439 m ü. NHN am Beginn der Tallichtung kurz vor dem folgenden, ca. 0,2 km[LUBW 6] und ca. 0,3 km². Entsteht auf etwa 445 m ü. NHN neben der gewundenen Waldwegtalsteige zum Pfaffenweiher hinunter.
  -  Speist auf etwa 445 m ü. NHN den unmittelbar links am Lauf liegenden Pfaffenweiher, 0,6 ha.
Der vor dem See die Talseite nach links wechselnde Weg aus dem Wald folgt ab nun bis zum Mündungsort links in der weiten Talaue dem Bach.
  - Muckenbach, von links und aus dem Nordnordosten auf etwa 434 m ü. NHN im Auengewann Seeleswasen aus einer weiten Seitenaue, 1,2 km und ca. 1,0 km². Entsteht auf etwa 466 m ü. NHN nordwestlich des Burgbergs an einem Wegabzweig der ihn in weitem Ring umlaufenden Waldstraße.
Wenig nach diesem Zufluss wendet sich der Lanzenbach auf südöstlichen Lauf.
  - Schneiderwasenbach[LUBW 10], von rechts und Westen auf etwa 428 m ü. NHN aus dem Schneiderswasen, ca. 0,9 km und ca. 0,6 km². Entsteht auf etwa 440 m ü. NHN in einem mit Niederwald bestandenen Talbucht zwischen dem Heiligenberg im Norden und dem Einbühl im Süden. Anfangs unscheinbare Wiesenrinne ohne erkennbares Bett.
  - Lichtmessbach, von links und Nordosten auf 427,2 m ü. NHN[LUBW 8] wenig nach dem vorigen westlich vor dem Mettelbühl-Sporn, 1,0 km und ca. 0,9 km². Entsteht auf etwa 448 m ü. NHN und durchläuft fast von Anfang an die in offener Flur liegende Lichtmessklinge.
  -  Passiert auf Höhen um 425 m ü. NHN erst eine fast ausgetrocknete Lache, ca. 0,1 ha[LUBW 3], kurz danach einen Kleinteich, unter 0,1 ha[LUBW 3], beide direkt am rechten Ufer in der unbebauten Talaue nach den ersten Häusers Oberspeltachs auf den Hügeln.

- Gronbach, von links auf knapp 419,2 m ü. NHN[LUBW 8] ca. 0,5 km südwestlich des Ortsrandes von Oberspeltach, 1,0 km[LUBW 1] und ca. 0,5 km².[LUBW 3] Entsteht auf etwa 453 m ü. NHN ca. 0,8 km östlich des Ortsrandes von Oberspeltach am Beginn seiner Waldklinge im Wald Hörle.
  - (Teichabfluss), von rechts und Nordnordosten auf etwa 435 m ü. NHN am Waldaustritt des Gronbachs, ca. 0,1 km[LUBW 6] und über 0,2 km².[LUBW 3] Entfließt auf etwa 440 m ü. NHN einem winzigen Teich am Westrand des Hörles zum offenen Gronbachfeld.

- Breitbach, von links und Nordnordosten auf knapp 419 m ü. NHN im Wiesengewann Breite, ca. 1,0 km[LUBW 6] und ca. 0,2 km². Entsteht auf etwa 456 m ü. NHN etwa 0,9 km ostnordöstlich des Ortsrandes von Oberspeltach.

- Kirchbergbach, von rechts und Westsüdwesten auf etwa 418 m ü. NHN kurz nach dem vorigen, 0,8 km[LUBW 1] und ca. 0,3 km². Entsteht auf etwa 442 m ü. NHN am Kirchberg ca. 250 Meter östlich der K 2639 Oberspeltach–Banzenweiler.

- Betzenbach, von rechts und Westsüdwesten auf 417 m ü. NHN[LUBW 8] gegenüber von Fichtenhaus/Schmierhaus, ca. 4,5 km[LUBW 7] und 5,2 km².[LUBW 5] Entsteht als Taubbach auf etwa 467 m ü. NHN südwestlich von Spaichbühl.
  - Taubbach, rechter und westsüdwestlicher Hauptstrang-Oberlauf, ca. 2,8 km[LUBW 7] und ca. 2,9 km². Entsteht südwestlich von Spaichbühl in einer auf bis zu 467 m ü. NHN hochreichenden, krautigen Wiesenquellmulde am Fuß des östlichen Abhangs Struthalde des Hahnenbergs (505,9 m ü. NHN[LUBW 8]). Der Bach läuft etwa ostnordöstlich.
    - Bühlbach, von rechts und Südwesten auf etwas unter 445,8 m ü. NHN[LUBW 8] an der L 1064 Spaichbühl-Gründelhardt, 0,8 km und ca. 0,7 km². Der selbst bis zu diesem Zufluss ca. 1,0 km[LUBW 7] lange Brühlbach hat bis dorthin ein Einzugsgebiet von ebenfalls ca. 0,7 km²-
      -  Entfließt auf etwa 465 m ü. NHN einem Teich neben dem Sträßchen Spaichbühl–Brunzenberg am Rand des Hahnenbergwalds, 0,1 ha.
        - (Teichzulauf) von Südosten, mit zulaufendem Waldrinnsal aus dem Süden, auf längstem Fließweg unter 0,2 km[LUBW 6] und ca. 0,3 km². Entstehen auf Höhen bis knapp 475 m ü. NHN.

    - Rinnichbach, von links und Westen auf etwa 435 m ü. NHN vor dem Nordfuß der Nonnenkappel (502,5 m ü. NHN[LUBW 8]), 1,2 km und ca. 0,5 km². Entsteht auf etwa 455 m ü. NHN östlich der K 2665 Spaichbühl–Waldbuch im Wiesengewann Rinnich.
    - (Teichablauf), von rechts und Südsüdosten auf etwa 432 m ü. NHN wenig vor Banzenweiler, ca. 0,2 km[LUBW 6] und ca. 0,2 km².
      -  Entfließt in natürlicher Mulde auf etwa 433 m ü. NHN einem Teich an der Nordspitze des Waldes der Nonnenkappel, 0,3 ha.

  - Haselbach[LUBW 11], linker und westlicher Nebenstrang-Oberlauf, 1,2 km und ca. 1,0 km². Entsteht auf etwa 447 m ü. NHN in den Wasenäckern südlich von Waldbuch und läuft in seiner natürlichen Mulde als Graben neben einem gut ausgebauten Feldweg nach Banzenweiler.
    - (Anderer Haselbach-Ast), von links und Westnordwesten auf etwa 434 m ü. NHN wenig westlich von Banzenweiler, ca. 0,7 km[LUBW 6] und ca. 0,5 km². Entsteht auf etwa 446 m ü. NHN zwischen einem Aussiedlerhof von Waldbuch im Nordwesten und der Haselhalde im Südosten.

  - → (Abgang des Nebenlaufs Rauhenbach), nach links auf etwa 428 m ü. NHN gleich nach dem Zusammenfluss.
    - (Teichablauf), von rechts und Süden auf etwa 426 m ü. NHN an einer Feldwegquerung in den Betzenbach selbst, ca. 0,3 km[LUBW 6] und ca. 0,2 km².
      -  Entfließt in natürlicher Mulde auf etwa 440 m ü. NHN einem Kleinteich neben der K 2639 Gründelhardt–Banzenweiler, unter 0,1 ha.

  - ← (Rücklauf des Nebenlaufs Rauhenbach), von links auf etwas unter 423,4 m ü. NHN[LUBW 8] neben dem Sträßchen von der Betzenmühle zur L 1066, 0,8 km.
    -  Durchfließt vor der Betzenmühle auf etwa 427 m ü. NHN deren langgezogenen ehemaligen Mühlteich, 0,4 ha.

- Hörlesbach,  von links und zuletzt Nordnordosten auf etwas über 416 m ü. NHN ca. 0,5 km südöstlich von Fichtenhaus und nach der Speltachbrücke der L 1066, 2,2 km[LUBW 1] und ca. 1,5 km². Entsteht auf etwa 448,3 m ü. NHN[LUBW 8] im Wald Hörle ca. 1 km nördlich von Frankenhardt-Fichtenhaus.
  - (Bach im nördlichen Hörle), von links und Nordwesten auf etwa 423 m ü. NHN[LUBW 4] nahe der Unterquerung der L 1066, bis zu 0,7 km[LUBW 6] und ca. 0,273 km².[LUBW 3] Läuft im Bereich der Landesstraße in einem Kunstgraben. Mit unbeständiger Wasserführung.
  - Fichtenbach, von rechts und Westnordwesten auf etwa 423 m ü. NHN[LUBW 4] in der nördlichen Flurbucht Greut zwischen den Waldgewannen Hörles und Speltachhalde etwa 0,7 km ostnordöstlich von Fichtenhaus, 0,8 km[LUBW 1] und ca. 0,3 km².[LUBW 3] Entsteht auf etwa 440 m ü. NHN[LUBW 4] ca. 0,5 km nördlich von Fichtenhaus im Wald Hörles. Unterlauf im Greut dräniert.

- (Unbenannter verzweigter Stichgraben), von rechts auf etwa 416 m ü. NHN weniger als hundert Meter vor dem nächsten, größte Länge 1,1 km.[LUBW 6] Über ihn entwässert der Gründische Brunnen in die Speltach.

- Stettbach, von rechts und Südwesten auf knapp 416 m ü. NHN nordöstlich der Handwaldinsel Stetteichen, 4,9 km[LUBW 1] und 8,4 km².[LUBW 5] Entsteht auf etwa 474 m ü. NHN am Ostfuß des Höhenwaldes Mörder.
  - Brechbach, von rechts und Südosten auf etwa 434,3 m ü. NHN[LUBW 8] etwa einen halben Kilometer östlich-unterhalb von Hellmannshofen, 1,6 km und ca. 1,3 km². Entsteht auf etwa 495 m ü. NHN am Nordrand von Vorderuhlberg. Der Stettbach ist bis zur Brechbach-Zumündung 1,9 km lang, hat aber nur ein Teileinzugsgebiet von ca. 1,0 km².
    - Birkbach, von links und Westen auf etwa 447,7 m ü. NHN[LUBW 8] am Südfuß der Reishalde, 0,6 km und ca. 0,4 km². Entsteht auf etwa 465 m ü. NHN östlich des Birkhofs im unteren Waldgewann Uhlberger Eichen.

  - Ghaiwasenbach (auch wohl falsch Gheiwasenbach[LUBW 12]), von rechts und Osten auf etwa 432 m ü. NHN etwa einen halben Kilometer westlich von Altenfelden, 1,2 km und ca. 1,0 km². Entsteht auf etwa 448 m ü. NHN am Südwestrand des Hügelwaldes Forst.
Von diesem Zufluss an zieht der Stettbach nordöstlich bis nordnordöstlich.
  - Niederbach, von links und Westsüdwesten auf etwa 427,8 m ü. NHN[LUBW 8] etwa einen halben Kilometer südwestlich-oberhalb von Stetten, 2,9 km mit dem Hauptoberlauf Madenbach und 0,7 km auf dem Namenslauf sowie ca. 2,6 km². Zusammenfluss aus seinen Oberläufen auf etwa 432,6 m ü. NHN[LUBW 8] etwa 0,3 km östlich der Kläranlage von Gründelhardt.
    - Madenbach, rechter und westsüdwestlicher Hauptoberlauf, 2,1 km und ca. 1,2 km². Entsteht auf etwa 477 m ü. NHN am Südwestrand von Brunzenberg.
    - Brunnenbach, linker und westlicher Oberlauf, 1,7 km und ca. 1,2 km². Entsteht auf etwa 459 m ü. NHN wenig vor dem Südwesteck des Bebauungsgebietes Kohlert von Gründelhardt.
      - Passiert auf unter 450 m ü. NHN das Freibad von Gründelhardt am Südrand des Baugebietes Kohlert.
      -  Passiert kurz vor der Unterquerung der L 1066 einen Teich am Südrand von Gründelhardt auf etwa 445 m ü. NHN, 0,1 ha.
      -  Passiert zwischen den Sportplätzen des Dorfes  drei Teiche am Südrand von Gründelhardt auf um 432 m ü. NHN, zusammen ca. 0,1 ha.[LUBW 13]

  -  Passiert einen Teich links am Ufer bei der Stettmühle kurz vor Stetten auf etwa 425 m ü. NHN, 0,1 ha.
  - Gründelbach, von links und Westen auf etwa 424 m ü. NHN durch Stetten, 0,6 km und ca. 0,8 km². Entsteht auf etwa 434 m ü. NHN neben der L 2641 aus Gründelhardt und folgt ihr lange als Straßengraben.
    - (Auengraben), von rechts kurz vor der Mündung des Gründelbachs, ca. 0,2 km[LUBW 6] und unter 0,1 km². Entsteht als Abfluss des Teichs an der Stettmühle.

- Schmindbach, von rechts und Süden auf etwa 413 m ü. NHN bei Unterspeltach, 0,8 km ca. und 0,8 km². Entsteht auf etwa 430 m ü. NHN südlich von Unterspeltach an der Schmindhalde.

- Hofbach, von rechts und Ostsüdosten auf etwa 412 m ü. NHN weniger als einen halben Kilometer unterhalb der Flussbrücke bei Unterspeltach, 0,8 km und ca. 0,2 km². Entsteht auf etwa 463 m ü. NHN neben der Straße Bechhof–Unterspeltach kurz unterhalb des kleinen Passes.

- Scheidklingenbach, von links und Nordwesten auf etwa 411 m ü. NHN zwischen Unterspeltach und Crailsheim-Jagstheim, 1,5 km und ca. 1,1 km². Entsteht auf etwa 433 m ü. NHN ca. 1,2 km nördlich von Unterspeltach im Wald der Scheidklinge.

Mündung der Speltach von rechts und Westen auf etwa 404 m ü. NHN etwa 0,2 km nordöstlich des Ortsrandes des westjagstischen Siedlungsteils von Crailsheim-Jagstheim. Die Speltach ist ab dem Zusammenfluss der beiden Oberläufe bis Oberspeltach 6,9 km, ab der Quelle der beiden Oberläufe gerechnet 11,2 km bzw. 11,4 km lang und hat ein 37,4 km² großes Einzugsgebiet.

### LUBW
Amtliche Online-Gewässerkarte mit passendem Ausschnitt und den hier benutzten Layern: Speltach-Einzugsgebiet

Allgemeiner Einstieg ohne Voreinstellungen und Layer: Daten- und Kartendienst der Landesanstalt für Umwelt Baden-Württemberg (LUBW) (Hinweise)
1. 1 2 3 4 5 6 7 8  Länge nach dem Layer Gewässernetz (AWGN).
2. ↑  Seefläche nach dem Layer Stehende Gewässer.
3. 1 2 3 4 5 6 7  Einzugsgebiet abgemessen auf dem Hintergrundlayer Topographische Karte.
4. 1 2 3 4  Höhe nach dem Höhenlinienbild auf dem Hintergrundlayer Topographische Karte.
5. 1 2 3 4  Einzugsgebiet nach dem Layer Basiseinzugsgebiet (AWGN).
6. 1 2 3 4 5 6 7 8 9 10 11 12 13 14 15 16  Länge abgemessen auf dem Hintergrundlayer Topographische Karte.
7. 1 2 3 4 5 6 7  Länge nach dem Layer Gewässernetz (AWGN). Ein nur recht kurzes weiteres Oberlaufstück, das nicht im Polygonzug auf dieser Gewässerkarte enthalten ist, wurde auf dem Hintergrundlayer Topographische Karte zusätzlich abgemessen.
8. 1 2 3 4 5 6 7 8 9 10 11 12 13  Höhe nach schwarzer Beschriftung auf dem Hintergrundlayer Topographische Karte.
9. ↑  Größe des Biotops nach dem Layer Biotop.
10. ↑  Name des Schneiderswasenbachs erschlossen. Das durchlaufene Gewann heißt Schneiderswasen zufolge dem Hintergrundlayer Topographische Karte, der auf dem Layer Gewässernetz (AWGN) genannte Namen ohne das Genitiv-S ist deshalb wohl ein Schreibfehler.
11. ↑  Der Layer Gewässernetz (AWGN) nennt den Hafelbach, wohl eine Fehlschreibung, weil seine zwei Äste nach dem Hintergrundlayer Topographische Karte die Haſelhalde (langes S!) einschließen.; dort trägt der Bach selbst keine Beschriftung.
12. ↑  Der Bach fließt sowohl
  - nach dem Layer Liegenschaft und Gewässer (sichtbar nur bei sehr feinem Maßstab) wie auch
  - nach dem Meßtischblatt 6926 Jagstheim von 1936 in der Deutschen Fotothek

nahe einem Gewann des Namens Ghaiwasen. Die auf den Layern
  - Gewässernetz (AWGN) und
  - Gewässername

verwendete Namensform Gheiwasenbach geht wohl auf einen Schreibfehler zurück.
13. ↑  Seefläche abgemessen auf dem Hintergrundlayer Topographische Karte.
14. ↑  Einzugsgebiet aufsummiert aus den Teileinzugsgebieten nach dem Layer Basiseinzugsgebiet (AWGN).

### Andere Belege
1. ↑  Wolf-Dieter Sick: Geographische Landesaufnahme: Die naturräumlichen Einheiten auf Blatt 162 Rothenburg o. d. Tauber. Bundesanstalt für Landeskunde, Bad Godesberg 1962. → Online-Karte (PDF; 4,7 MB)